# Corte suprema del Giappone
La Corte suprema del Giappone (最高裁判所?, Saikō-Saibansho) è il più alto organo giurisdizionale del Giappone, si tratta di un organo previsto dalla Costituzione del Giappone all'articolo 81. Ha sede a Tokyo, nel quartiere di Chiyoda.

## Storia
Le origini della corte suprema del Giappone risalgono al 1875, quando venne fondata la 大審院 (Dai-shin'in, ovvero Corte di giudizio supremo) sul modello della Court of Cassation francese. Tale organo era organizzato e gestito dal ministero della giustizia ed era costituito da un totale di 120 giudici, divisi in più sezioni. Con l'approvazione della Costituzione Meiji tale organo divenne a tutti gli effetti il massimo organo giudiziario del paese.
Dopo la seconda guerra mondiale la nuova costituzione abolì il precedente tribunale supremo per sostituirlo con l'attuale, inizialmente aveva sede negli uffici in cui precedentemente era collocato il consiglio privato dell'imperatore, venne quasi subito spostata nella sede della vecchia corte per poi spostarsi nel 1974 in un palazzo appositamente costruito disegnato dall'architetto Shinichi Okada e situato al 4-2 Hayabusa-cho del quartiere di Chyoda a Tokyo.

## Poteri
La Corte suprema organizza il sistema giudiziario del Giappone, nominando e revocando i giudici delle corti inferiori. Inoltre la corte può occuparsi di casi processuali ed agisce come ultimo giudice in un procedimento, tuttavia non tutti i casi possono essere portati dinanzi alla corte ma solo quelli che rispettano certe caratteristiche. Il compito sicuramente più importante è il controllo di legittimità costituzionale, ovvero la corte deve vigilare sull'integrità della Costituzione cassando ogni legge in contrasto con essa.

## Composizione
La Corte è composta da 15 giudici, di cui uno ne è il presidente. I giudici vengono scelti dal Governo con l'approvazione dell'imperatore, anche il giudice capo viene scelto dal governo ma in questo caso il potere formale della nomina è prerogativa dell'imperatore. Il mandato del giudice non ha una durata prestabilita, in quanto il termine della carica è dato dall'obbligo di ritirarsi al compimento del settantesimo anno di età dell'interessato, pertanto la durata del mandato varia a seconda dell'età della nomina.
Ogni giudice, nella successiva elezione della Dieta nazionale dopo la nomina, deve necessariamente sottoporsi a quesito referendario in cui gli elettori hanno il potere di esprimere il loro parere, nel caso la maggioranza degli elettori votasse per la rimozione del giudice egli dovrà obbligatoriamente dimettersi, tale procedura si ripete anche dopo dieci anni di mandato da Giudice della corte suprema; gli elettori hanno inoltre la possibilità di indire nuovamente un referendum anche durante il mandato del giudice per rimuoverlo dalla carica. Va segnalato però che fin dalla sua fondazione nessun giudice della Corte è mai stato bocciato nella consultazione referendaria obbligatoria e nessun referendum di rimozione di un giudice è mai stato proposto. Inoltre anche il referendum di riconferma dopo i dieci anni di mandato è assai raro a causa della prassi invalsa di nominare persone già con più di sessanta anni.

## Membri
La corte è composta da 12 uomini e 3 donne, il giudice capo è Itsurō Terada dal 1º aprile 2014.
I giudici sono: Itsurō Terada (dal 2010, giudice capo dal 2014), Ryuko Sakurai (2008), Chiba Katsumi (2009), Kyoko Okabe (2010), Takehinko Otani (2010), Masaharu Ohashi (2012), Yoshiki Yamamura (2012), Yoshinobu Onuki (2012), Kaoru Onimaru (2013), Michiyoshi Kiuchi (2013), Tsuneyuki Yamamoto (2013), Toshimitsu Yamasaki (2014), Masayuki Ikegami (2014), Naoto Otani (2015), Hiroshi Koike (2015).
La prassi invalsa di nominare alla Corte giudici che hanno già compiuto i sessanta anni, unita alla regola del ritiro obbligatorio a settanta, rende la composizione della corte molto variabile nel tempo, con giudici che rimangono in carica pochi anni. Attualmente infatti il giudice con la maggiore anzianità è Ryuko Sakurai, che occupa il seggio dal 2008 e che si ritirerà nel corso del 2017 per raggiunti limiti di età. In questo la Corte giapponese si contrappone ad altre corti supreme (prima tra tutte quella statunitense) in cui i giudici rimangano in carica per decenni, penalizzando la capacità della corte di rispondere ai cambiamenti sociali del tempo.

## Elenco dei giudici capo
| Nome              | Kanji      | Data di nomina   |
| ----------------- | ---------- | ---------------- |
| Tadahiko Mibuchi  | 三淵忠彦   | 4 agosto 1947    |
| Kōtarō Tanaka     | 田中耕太郎 | 3 marzo 1950     |
| Kisaburo Yokota   | 横田喜三郎 | 25 ottobre 1960  |
| Masatoshi Yokota  | 横田正俊   | 6 agosto 1966    |
| Kazuto Ishida     | 石田和外   | 11 gennaio 1969  |
| Tomokazu Murakami | 村上朝一   | 21 maggio 1973   |
| Ekizo Fujibayashi | 藤林益三   | 25 maggio 1976   |
| Masao Okahara     | 岡原昌男   | 26 agosto 1977   |
| Takaaki Hattori   | 服部高顯   | 2 aprile 1979    |
| Osamu Terada      | 寺田治郎   | 1 ottobre 1982   |
| Koichi Yaguchi    | 矢口洪一   | 5 novembre 1985  |
| Ryohachi Kusaba   | 草場良八   | 20 febbraio 1990 |
| Toru Miyoshi      | 三好達     | 7 novembre 1995  |
| Shigeru Yamaguchi | 山口繁     | 31 ottobre 1997  |
| Akira Machida     | 町田顯     | 6 novembre 2002  |
| Niro Shimada      | 島田仁郎   | 16 ottobre 2006  |
| Hironobu Takesaki | 竹崎博允   | 21 novembre 2008 |
| Itsurō Terada     | 寺田逸郎   | 1 aprile 2014    |